# Franchising
Franchising steht in der Wirtschaft für Vertriebssysteme, mit deren Hilfe Produkte, Dienstleistungen, Know-how oder Technologien unter Beachtung von vorgegebenen Standards vermarktet werden, wobei die wirtschaftliche und rechtliche Selbständigkeit der Vertragsparteien erhalten bleibt.

## Etymologie
Franchising gilt zwar als Anglizismus, geht aber auf französisch franchise („Abgabenfreiheit“, zu französisch franc, „frei“) zurück. Im 12. Jahrhundert wurden in Frankreich erstmals formelle Gestaltungen der „Franchise“ (französisch chartes de franchise) vollzogen, die es weltlichen und geistigen Machthabern ermöglichte, ihren Untertanen gegen eine Gebühr das Nutzungsrecht für Ackerflächen zu übertragen. Ab dem 17. Jahrhundert bezeichnete man in Frankreich und England das vom Staat verliehene Recht, bestimmte Produkte herzustellen und diese zu vertreiben, als „Franchising“. In den USA gilt Coca-Cola als erster Franchise-Geber, als die Gesellschaft 1892 einen langfristigen Vertrag über den Produktvertrieb mit einem Unternehmen in Boston abschloss.

## Allgemeines
Franchising bewahrt die wirtschaftliche und rechtliche Selbständigkeit der Vertragsparteien. Vertragsparteien sind der Franchise-Geber und der Franchise-Nehmer auf Grundlage eines Dauerschuldverhältnisses. Der Franchise-Geber will seine Produkte, Dienstleistungen usw. nicht (nur) selbst vermarkten, sondern sucht nach Franchise-Nehmern, die bereit sind, unter umfassenden Vertragsbedingungen diese Produkte im eigenen Namen und für eigene Rechnung zu vertreiben. Der Deutsche Franchiseverband e. V. definiert Franchising folgendermaßen: „Franchising ist ein auf Partnerschaft basierendes Absatzsystem mit dem Ziel der Verkaufsförderung. Der sogenannte Franchisegeber übernimmt die Planung, Durchführung und Kontrolle eines erfolgreichen Betriebstyps. Er erstellt ein unternehmerisches Gesamtkonzept, das von seinen Geschäftspartnern, den Franchisenehmern, selbständig an ihrem Standort umgesetzt wird“.

## Geschichte
Das Coca-Cola-System weist die Besonderheit auf, dass die Franchise-Nehmer auch die Produktion übernehmen (Produktionsfranchising). General Motors verkaufte ab 1898 Kraftfahrzeuge auch an seine Handelsvertreter, die ihrerseits Autokäufer finden mussten. Die älteste noch existierende Systemgastronomie auf Franchise-Basis ist die 1922 gegründete A&W. Am 8. April 1929 wurde die erste Flasche Coca-Cola in Essen abgefüllt. Howard Deering Johnson (1897–1972) gründete 1936 in den USA seine Restaurant-Kette Howard Johnson’s als Franchising.
Neben dem Produktionsfranchising entstand auch das Produktfranchising als Vertrieb der vom Franchise-Geber allein hergestellten Produkte. Das Betriebsfranchising wiederum umfasst die Vermarktung eines Geschäftsmodells mit Know-how, wodurch Franchising auch im Dienstleistungssektor möglich ist. So wurde 1953 Neil Fox erster Franchise-Nehmer der Brüder McDonald’s.
Franchising allgemein verbreitete sich in Westeuropa erst nach 1960. In Deutschland wurden durch den Kochlöffel-Gründer Heinrich Lobenberg ab 1965 etwa 35 Wimpy-Filialen eröffnet. Damit gilt Wimpy als das erste Franchise-System auf dem deutschen Markt. Es folgten die Fischrestaurant-Kette Nordsee (1968), die Drogeriekette Ihr Platz (1969), dann die ersten deutschen Franchise-Systeme Quick Schuh (1969) und OBI (1970). Die McDonald’s Fast-Food-Kette startete nach umfangreichen Marktanalysen erst im Dezember 1971 in Deutschland.

## Wirtschaftliche Aspekte
Franchising kann vereinfacht als ein vertraglich festgelegtes Geschäftsmodell zur vertikalen Kooperation verschiedener Partner definiert werden, bei dem der Franchise-Geber den rechtlich und finanziell selbständigen Franchise-Nehmern ein Geschäftskonzept nach seinen Vorgaben zur entgeltlichen Nutzung überlässt. Damit ist es deutlich vom Filialsystem unterschieden.
Als Grundtypen werden Produkt-, Vertriebs- und Dienstleistungsfranchising unterschieden. Beim Produktfranchising, missverständlich auch als Konzession bezeichnet, liegen Produktion und Vertrieb in der Verantwortung des Franchise-Nehmers. Beim Vertriebsfranchising oder Distributionsfranchising handelt es sich um ein dezentrales vertikales Absatzsystem mit einer Mischung aus indirektem Verkauf und direktem Verkauf. Beim Dienstleistungsfranchising geht es um standardisierte Serviceleistungen.
Oftmals sind die Nutzungsrechte und -pflichten an Marken, Warenmustern oder Geschmacksmustern neben der Vermittlung von Know-how ein wichtiger Bestandteil der Vereinbarungen der Franchise-Partner. Zentral sind auch die Festlegung der regionalen Zuständigkeit und des Zeitraums.
Aus Sicht des Franchise-Gebers besteht der Vorteil des Franchisings in der Möglichkeit, das Risiko zu streuen und das Geschäft mit Hilfe motivierter Partner vor allem auf internationale Märkte auszuweiten. Aus Sicht des Franchise-Nehmers handelt es sich positiv gesehen um die Nutzung eines erfolgversprechenden Geschäftsmodells mit einer etablierten Marke, mit Hilfe von Kapital, Know-how und Unterstützungsleistungen des Franchise-Gebers.
Kritisch wird am Franchising gesehen, dass es sich nicht um eine gleichwertige Partnerschaft handle. Der Franchise-Geber sei dem -Nehmer deutlich überlegen. Das Vertragsverhältnis enthalte hohe Risiken für den Franchise-Nehmer. Verträgen mangele es oft an Transparenz (vorvertragliche Aufklärungspflicht). Es fehle in Deutschland eine gesetzliche Regelung, und es gebe keine ausreichende Rechtssicherheit für den Franchise-Nehmer.
Dem Franchising wird eine Tendenz zur Standardisierung von Produkten und Dienstleistungen und zum Verdrängungswettbewerb, auch Monopolbildung, vorgeworfen. Damit einher gingen kulturelle Nivellierung (Beispiel Systemgastronomie), Durchsetzung des Massengeschmacks und Qualitätsverlust.

## Rechtsfragen
Der Franchise-Nehmer verkauft seine Erzeugnisse oder seine Dienstleistungen rechtlich selbständig, zahlt dafür Gebühren für die Verwendung einheitlicher Ausstattung, für einen einheitlichen Namen und Auftreten nach außen, ein Symbol oder zur Nutzung einer Marke und für ein einheitliches Vertriebssystem sowie oftmals für gemeinsame Buchhaltung. Der Franchise-Geber bildet den Franchise-Nehmer aus, er prüft die Umsetzung des Konzeptes und kann Anweisungen erteilen.
Der Franchise-Nehmer ist rechtlich Händler im eigenen Namen und auf eigene Rechnung.

### Merkmale
Es gibt verschiedene Auffassungen des Kooperationsmodelles. Während sich in Europa zunächst eigenständige Systeme wie Genossenschaften, Handelsketten oder Agenturen gebildet haben, wurde in den USA sämtlicher auf gleicher Ebene kooperierender Vertrieb unter dem Begriff Franchising zusammengefasst. Entscheidend für das Bestehen von Franchising ist die enge Zusammenarbeit von Franchise-Gebern und Franchise-Nehmern, die alle als rechtlich selbständige Unternehmung bestehen bleiben. Die Kooperation findet nur in einem vertraglich klar vorgegebenen Rahmen statt.
Ein Franchise-System ist durch Merkmale gekennzeichnet:
- Selbständige Unternehmer vereinbaren vertraglich eine auf Dauer angelegte Zusammenarbeit.
- Der Franchise-Nehmer erhält gegen Bezahlung die Erlaubnis, über Rechte des Franchise-Gebers in einem genau festgelegten Rahmen zu verfügen, diese Rechte sind u. a.: Benutzung von Markennamen und/oder Firma, Anwendung einer Rezeptur, Erzeugung und/oder Vertrieb einer Warengruppe.
- Unterstützung vom Franchise-Geber beim Aufbau sowie der laufenden Führung des Betriebs.
- Franchising unterscheidet sich von anderen Vertriebsformen durch Merkmale wie Handbuch, CI/CD, Training-Einarbeitung-Mentoring, Standortanalyse, Gebietsschutz, zivilrechtliche Vertragsunterlagen, zentrale Beschaffungsmöglichkeiten etc.
- Grundgedanke ist eine Amortisation der investierten Summe in einer festgelegten Zeit, meistens der Lizenzzeit entsprechend.
- Besondere Rechte hat der Franchise-Nehmer in der sogenannten vorvertraglichen Aufklärungsphase. Der Franchise-Geber muss wahrheitsgetreu, verständlich, vollständig und nachweisbar alle relevanten Angaben zum System dem Interessenten aufgeben.

Abfüller von Getränken wie Coca-Cola oder Pepsi gehören zur Gruppe der Waren- und Produktfranchising-Systeme (englisch Product and Tradename Franchising). In den 1950er Jahren entstand eine weitere Form des Franchisings, das sog. „Business Product Franchising“, wozu z. B. Systeme in Hotellerie, Gastronomie und Handel zählen.

### Typen
Hauptunterscheidungsmerkmal innerhalb der verschiedenen Franchise-Konzepte ist der Vertragsinhalt. Beim Waren- und Produktionsfranchising ist die Produktion und der Absatz einer bestimmten Warengruppe oder einzelner Waren Bestandteil der Vereinbarungen. Dabei kann bei dieser Art des Franchisings der Franchise-Geber als Produzent auftreten, der mit einem Abfüller (wie bei Coca-Cola) zusammenarbeitet. Es gibt auch Zusammenarbeiten zwischen Großhändlern und Einzelhändlern. Diese Form von Franchising ist in den Vereinigten Staaten weiter verbreitet als in Deutschland, wobei es auch hier überaus erfolgreiche, größtenteils Fachhandelssysteme wie Fressnapf oder OBI gibt.
In den letzten Jahrzehnten wurde auch das Dienstleistungsfranchising populärer. Beispiele sind neben McDonald’s, Burger King, BackWerk, Hallo Pizza oder Subway in der Gastronomiebranche die französische Hotelgruppe Accor (u. a. Ibis, Mercure, Sofitel, Pullman) oder die Autovermietung Hertz im Bereich der Dienstleistungen sowie Unitymedia und Vodafone in der Telekommunikation. Social Franchising heißen dabei die Dienstleistungen im sozialen Bereich.

## Franchise-System

Aufbau eines Franchise-Systems

Ein Franchise-System ist ein Vertriebssystem mit selbständigen Unternehmern. Ein Hauptmerkmal ist einheitliches Auftreten am Markt. Geprägt wird es durch das arbeitsteilige Leistungsprogramm der Franchise-Nehmer. Das Franchise-System tritt als Franchise-Geber auf.

### Franchise-Vertrag
Franchising ist nicht gesetzlich geregelt und basiert auf dem Franchise-Vertrag. Der Franchise-Vertrag ist ein gemischter Vertrag, der aus Elementen des Lizenzvertrages, Vertriebsvertrag und Know-how-Vertrag sowie darüber hinausgehenden Regelungsinhalten besteht. Der Franchise-Geber ist dem Franchise-Nehmer durch den Franchise-Vertrag in der Regel verpflichtet, Nutzungsrechte an Schutzrechten (Markenrecht, Urheberrecht, Musterrecht, Patentrecht) zu gewähren und das notwendige Know-how bereitzustellen, wofür der Franchise-Nehmer die Franchise-Gebühr zu zahlen hat. Darüber hinaus werden in aller Regel Vertragsgebiet, Schulungskonzepte, Marketing- und Werbekonzepte, Kontrollrechte, Berichtswesen, Buchführung, Abwerbe- und Wettbewerbsverbot, Vertragsdauer und Beendigung geregelt.

### Aufbau

#### Eignung
Nicht jedes erfolgreiche Geschäftskonzept lässt sich auch multiplizieren. Es lässt sich abhängig von der Qualifikation des Franchise-Nehmers sowie der Marktbedingungen eher reproduzieren als nicht erfolgreich erprobte Geschäftsmodelle. Eine Vereinfachung und Standardisierung der Geschäftsabläufe sollte auf dem Weg zum Franchise-System erfolgen. Ein Aspekt des Franchisings ist auch der hohe Wiedererkennungswert und gleichbleibend gute Leistung von allen Franchise-Partnern. Vereinheitlichung ist also notwendig für den Marktauftritt.

#### Pilotbetrieb
Ein Unternehmen sollte nach dem Europäischen Verhaltenskodex für Franchising mindestens einen erfolgreichen Pilotbetrieb haben, um mittels Franchising expandieren zu können und somit ein Franchise-System zu werden. Der Pilotbetrieb sollte außerdem über einen längeren Zeitraum – ca. 1 bis 2 Jahre – beobachtet werden, da hier die Geschäftsidee erprobt wird. Die Erkenntnisse, die in dieser Zeit gewonnen werden, können ausschlaggebend sein für die erfolgreiche Multiplikation der Geschäftsidee.

#### Handbuch
Das Handbuch eines Franchise-Systems ist das wichtigste Element für eine erfolgreiche Expansion mit Franchise-Nehmern, denn es enthält alle relevanten Informationen und das Know-how, um das Geschäftskonzept ideal umzusetzen. Es ist äußerst detailreich und beinhaltet konkrete Handlungsanweisungen für den Franchise-Nehmer. Formulare und Statistiken sind hier ebenso zu finden wie Aussagen über die Corporate Identity, Personalpolitik, Marketing und Controlling.

#### Leistungen
Was Franchise-Systeme den Franchise-Nehmern bieten, variiert von System zu System. Einige Leistungen sind aber spezifisch für ein Franchise-System. Dazu gehören zum Beispiel geschütztes Know-how, ein Franchise-Vertrag, Betreuung der Franchise-Nehmer und Schulungsmöglichkeiten.

## Vor- und Nachteile
Vorteile
- für den Franchise-Nehmer
  - der Eintritt in den Markt wird beschleunigt, wenn das System bekannt und etabliert ist
  - der Franchise-Nehmer hat (oft) Gebietsschutz (lokales Monopol) innerhalb des Systems
  - der Franchise-Geber stellt ein erprobtes Geschäftskonzept und dazu ein komplettes Leistungspaket zur Verfügung
  - die Kreditwürdigkeit ist bei manchen Kreditinstituten höher, wenn das unternehmerische Risiko reduziert erscheint
  - der Franchise-Nehmer kann Größenvorteile (z. B. bei Werbeaktionen oder im Einkauf) nutzen
  - der Franchise-Nehmer erhält effiziente Arbeitsabläufe, die sich in der Praxis bewährt haben
  - durch fortlaufende Schulungen und Weiterbildungen verbessert sich die Leistung des Franchise-Nehmers
  - durch die Kontrolle des Franchise-Gebers werden Missstände erkannt und verändert
- für den Franchise-Geber
  - der Franchise-Geber nutzt insbesondere die Bereitschaft des Franchise-Nehmers, als selbständiger Unternehmer zu handeln
  - der Franchise-Geber kann den Aufwand eines Filialsystems vermeiden und ein für sein Unternehmen zugeschnittenes Vertriebsnetz aufbauen
  - der Franchise-Geber kann mit Serviceleistungen Umsatz generieren (Service, Training, Buchhaltung, IT etc.) oder eigene Fixkosten reduzieren
  - der Franchise-Geber partizipiert an Einkaufsvorteilen
  - steigende Attraktivität bei den Lieferanten
  - schnelle Expansionsmöglichkeiten
  - geringes wirtschaftliches Risiko
  - geringeres Risiko in einigen Haftungsfragen durch vorgeschaltete Vertragsunternehmen
  - zivilrechtlicher Vertragshintergrund – weitestgehend freie Vertragsgestaltung

Nachteile
- für den Franchise-Nehmer
  - Zahlung von Eintrittsgeld, laufender Franchise-Gebühr usw. (je nach System existieren hier verschiedene Modelle)
  - Gefahr, dass das eigene Image durch Aktionen des Franchise-Gebers und der anderen Franchise-Nehmer beeinträchtigt wird
  - geringere unternehmerische Freiheit
  - wenig bzw. kaum Einfluss auf die Geschäftsplanung (z. B. den Verkauf des Systems) des Franchise-Gebers
  - Gefahr von Interessenskonflikten zwischen Franchise-Nehmer und -Geber
  - z. T. Haftungsübernahme für fremde Produkte und Dienstleistungen
  - es gibt kein Franchise-Gesetz in Deutschland (z. B. über vorvertragliche Aufklärungspflichten)
- für den Franchise-Geber
  - Verzicht auf einen Teil der Erträge
  - Risiko, von den Arbeitsgerichten, Sozialversicherungsträgern und dem Finanzamt als Arbeitgeber von Scheinselbständigen angesehen und nachträglich mit rückständigem Arbeitsentgelt und Sozialabgaben belastet zu werden
  - Fehlverhalten der Franchise-Nehmer fällt auf den Franchise-Geber zurück
  - aufwendige Kontrollen erforderlich

Gemäß den Richtlinien des DFV (Deutscher Franchiseverband) obliegt dem Franchise-Geber durch seinen Wissensvorsprung die Pflicht, im Rahmen der vorvertraglichen Aufklärung einem Franchise-Nehmer-Bewerber vor Unterschrift des Vertrages nachweislich (schriftlich, in der Landessprache) richtig und vollständig alle relevanten Kennzahlen und Kalkulationsgrundlagen des Systems offenzulegen, um den Franchise-Nehmer in die Lage zu versetzen, Chancen und Risiken seiner Gründung selbst einzuschätzen. Im Falle eines Verstoßes gegen diese Richtlinien drohen dem Franchise-Geber, neben der außerordentlichen Kündigung des Vertrages, Schadensersatzansprüche und Zivilprozesse.

## Statistik
Deutschland
Im Jahr 2023 gab es in Deutschland insgesamt 910 Franchise-Systeme. Diese Systeme erzielten einen Umsatz von 147,6 Mrd. Euro und beschäftigten rund 830.000 Menschen. Die Anzahl der Franchise-Partner lag bei 147.300 und die Gesamtzahl der aktiven Betriebe betrug 190.000.
Die wichtigsten Franchise-Aktivitäten in Deutschland (Stand 2023) sind wie folgt:
| Branche        | Anzahl der Systeme | Prozentualer Anteil |
| -------------- | ------------------ | ------------------- |
| Dienstleistung | 436                | 48,0 %              |
| Handel         | 172                | 19,0 %              |
| Gastronomie    | 172                | 19,0 %              |
| Handwerk       | 127                | 14,0 %              |
| Gesamt         | 910                | 100 %               |

Österreich
Im Jahr 2019 gab es in Österreich insgesamt 480 Franchise-Systeme (2/3 davon aus Österreich stammend) mit 9.400 Franchise-Nehmern (davon 2.100 Multi-Unit-Partner) und 87.300 Beschäftigten. Franchise-Systeme setzten im Jahr 2019 geschätzt 10,3 Mrd. Euro um. Ein Franchise-System betreibt im Schnitt 25 Standorte mit 20 Franchise-Nehmern und 180 Beschäftigten. 76 % der Franchise-Systeme führen mindestens einen selbst betriebenen Standort, der nicht in der Hand eines Franchise-Nehmers liegt.

## Beispiele
Die bekanntesten Franchise-Systeme stammen sicherlich aus der Systemgastronomie. McDonald’s, Burger King oder Subway sind mit Franchise-Partnern stark auf dem deutschen Markt vertreten. Aber auch in den Branchen Dienstleistung, Einzelhandel, Handwerk oder in der Fitness- und Wellness-Branche sind Franchise-Systeme etabliert. Unternehmen wie Apollo-Optik, Reno, Obi, Portas, Schülerhilfe und Musikschule Fröhlich präsentieren anschaulich die Bandbreite der Franchise-Systeme in Deutschland. Auch die meisten niedergelassenen Autohändler der großen Marken wie Mercedes-Benz oder Volkswagen AG arbeiten als Franchise-System. Ausnahmen bilden lediglich die Direktniederlassungen der Hersteller und markenunabhängige Händler.